# Nestor (Pysyk)
Nestor, imię świeckie Andrij Anatolijowycz Pysyk (ur. 22 maja 1979 w Podwołoczyskach) – biskup Ukraińskiego Kościoła Prawosławnego Patriarchatu Kijowskiego; od 2018 r. Kościoła Prawosławnego Ukrainy.

## Życiorys
W 1999 ukończył seminarium duchowne w Kijowie, zaś w 2003 – Kijowską Akademię Duchowną. W tym samym roku został zatrudniony w Akademii jako wykładowca. Wcześniej, 26 sierpnia 2000, złożył wieczyste śluby mnisze w Monasterze św. Michała Archanioła o Złotych Kopułach w Kijowie, przed jego przełożonym, biskupem perejasławsko-chmielnickim Dymitrem. W tym samym roku został wyświęcony na hierodiakona. 28 maja 2001 przyjął święcenia kapłańskie z rąk patriarchy kijowskiego i całej Rusi-Ukrainy Filareta. Od 2003 do 2005 pełnił obowiązki jego osobistego sekretarza, zaś w 2005 został przełożonym monasteru św. Teodozjusza w Kijowie.
28 lutego 2006 nominowany na biskupa tarnopolskiego i buczackiego, przyjął chirotonię biskupią 5 maja 2006 w soborze św. Włodzimierza w Kijowie. W 2012 otrzymał godność arcybiskupa tarnopolskiego i krzemienieckiego.
Od 24 marca 2021 r. czasowo zarządza eparchią chmielnicką.